# Strygekvartet
En strygekvartet er et ensemble af fire strygere. Normalt er instrumenterne:
- - en førsteviolin
  - en andenviolin
  - en bratsch (eller viola)
  - en violoncel (eller cello)
- Udtrykket anvendes også om et musikstykke for ovenstående besætning.

## Komponister
Et udvalg af komponister, som har skrevet væsentlige strygekvartetter:
- Joseph Haydn (1732-1809)
- Luigi Boccherini (1743-1805)
- Wolfgang Amadeus Mozart (1756-1791)
- Ludwig van Beethoven (1770-1827)
- Franz Schubert (1797-1828)
- Felix Mendelssohn (1809-1847)
- Bedrich Smetana (1824-1884)
- Alexander Borodin (1833-1887)
- Johannes Brahms (1833-1897)
- Antonin Dvorák (1841-1904)
- Leos Janácek (1854-1928)
- Claude Debussy (1862-1918)
- Maurice Ravel (1875-1937)
- Béla Bartók, (1881-1945)
- Dmitrij Sjostakovitj (1906-1975)
- Vagn Holmboe (1909-1996)